# Flughafen Kysyl

i7
i11
i13
Der Flughafen Kysyl (russisch Аэропорт Кызыл, IATA-Code: KYZ, ICAO-Code: UNKY) befindet sich in der russischen Stadt Kysyl (Sibirien).
Er liegt im Süden der Stadt an der Fernstraße R257 (Krasnojarsk–Mongolei).

## Fluggesellschaften und Ziele
| Fluggesellschaft | Destinationen                | Anmerkung                             |
| ---------------- | ---------------------------- | ------------------------------------- |
| Dexter Air Taxi  | Krasnojarsk, Nowosibirsk     | mit einer achtplätzigen Pilatus PC-12 |
| KrasAvia         | Tscheremschanka              |                                       |
| Tuva Airlines    | Tscheremschanka, Nowosibirsk | [ 4 ]                                 |